# Rhodesian Brushstroke
Le Rhodesian Brushstroke est un motif de camouflage militaire de type "brushstroke" utilisé par les forces de sécurité rhodésiennes de 1965 jusqu'à son remplacement par un camouflage Lizard à bande verticale de style lézard en 1980.
Il s'agissait du camouflage par défaut apparaissant sur les tenues de combat de l'armée rhodésienne (Rhodesian Army) et de la police britannique d'Afrique du Sud (British South Africa Police - BSAP), bien qu'il ait été utilisé en plus petites quantités par le personnel de l'INTAF. Ce motif a également été utilisé sur les uniformes des forces spéciales sud-africaines pour les opérations clandestines. Un motif similaire est utilisé par l'armée nationale zimbabwéenne (Zimbabwe National Army - ZNA) .

## Développement et histoire
Le Brushstroke rhodésien consiste en de grandes formes contrastées destinées à briser le contour d'un objet. Comme la plupart des camouflages perturbateurs, le motif dépend des contre-jours, en utilisant des teintes à contraste élevé ou des différences notables de chromaticité.
Avant la déclaration unilatérale d'indépendance de la Rhodésie, le personnel enrôlé dans l'armée rhodésienne portait des uniformes de couleur kaki. La bataille de Sinoia et le début de la guerre de brousse rhodésienne ont incité les forces de sécurité à concevoir un uniforme plus approprié, spécialement conçu pour la région.
Il s'agissait d'un tissu tricolore, très contrasté et perturbateur, avec des traits verts et bruns sur un fond sableux. Les premières pénuries de textile et d'équipement ont été surmontées grâce à l'assistance technique sud-africaine et portugaise, et une industrie locale s'est développée pour le nouveau vêtement de combat .
Le motif aurait été conçu par Di Cameron de David Whitehead Textiles.

## Utilisateurs

### Rhodésie
La tenue de combat de base de l'armée rhodésienne, adoptée universellement entre 1964 et 1966, se composait d'une veste de camouflage, d'une casquette de campagne et d'un pantalon muni de larges passants pour une ceinture stable et de grandes poches de chargement. Les grades, les rubans de nom ou les écussons d'unité étaient cousus . En 1969, les vestes ont été largement remplacées par des chemises d'un tissu plus léger pour les opérations de combat dans le climat chaud de l'Afrique . Vers la fin de la guerre de brousse, la tenue de combat rhodésienne prend généralement la forme d'une combinaison d'une seule pièce, mais le règlement sur les uniformes reste assez laxiste sur le terrain. Certains militaires modifient souvent leur uniforme pour raccourcir les manches, tandis que d'autres portent des T-shirts achetés à titre privé avec le même motif de camouflage. Les longs pantalons de camouflage sont également abandonnés en grand nombre au profit de shorts de course.
Si le motif à coups de pinceau était considéré comme très efficace, le tissu des uniformes fabriqués localement était de mauvaise qualité et les troupes rhodésiennes enviaient souvent les volontaires étrangers qui avaient apporté avec eux des vêtements plus résistants fabriqués à l'étranger.

### Zimbabwe
Dans les années 1980, les forces de défense zimbabwéennes (Zimbabwe Defence Forces - ZNA) se sont débarrassées de leurs stocks de tenues de combat rhodésiennes au profit d'une bande de lézard verticale de conception portugaise ; toutefois, le motif original à coups de pinceau a été réadopté dans les années 1990, juste avant la deuxième guerre du Congo. Le Zimbabwe produit actuellement des uniformes militaires dans deux variantes du camouflage rhodésien à coups de pinceau, conçues respectivement pour la saison sèche et la saison des pluies . La variante pour la saison sèche utilise une base kaki clair tandis que la variante pour la saison des pluies est conçue sur une base verte . La différence entre le camouflage rhodésien original et la version ZNA est que dans le motif du Zimbabwe, le marron est imprimé par-dessus le vert, et non en dessous.

### Afrique du Sud
À la fin des années 1970, les pilotes, le personnel technique et les forces spéciales sud-africains ont souvent opéré aux côtés des forces de sécurité rhodésiennes. En raison de la nature secrète de leur présence, il leur était interdit de porter leurs uniformes réglementaires et ils recevaient à la place des tenues de combat rhodésiennes. Les unités sud-africaines connues pour avoir reçu des stocks d'uniformes rhodésiens comprenaient le 3e bataillon d'infanterie sud-africain et le 1er bataillon de parachutistes. Les forces spéciales sud-africaines ont également porté la tenue de combat rhodésienne lors de raids au Mozambique pendant la guerre civile mozambicaine. Cette pratique a été largement abandonnée après l'indépendance du Zimbabwe en 1980. La tenue de combat rhodésienne a continué à être distribuée aux anciens membres des forces armées rhodésiennes servant dans les unités des forces spéciales sud-africaines opérant au Zimbabwe entre 1981 et 1984.

### Acteurs non étatiques
Des treillis rhodésiens volés se sont parfois retrouvés entre les mains de l'Armée révolutionnaire du peuple zimbabwéen (Zimbabwe People's Revolutionary Army - ZIPRA), qui les a utilisés pour se faire passer pour des membres des forces de sécurité rhodésiennes. Avant de normaliser ses uniformes au milieu des années 1970, les Forces armées populaires pour la libération de l'Angola (Forças Armadas Populares de Libertação de Angola - FAPLA) ont également adopté des uniformes rhodésiens en quantité limitée.

### Essais
Lors de la mise au point d'un nouveau motif de camouflage perturbateur en 2000, le Corps des Marines des États-Unis (United States Marine Corps - USMC) a évalué le Rhodesian Brushstroke comme l'un des trois meilleurs motifs de camouflage militaire précédemment mis au point, avec le motif canadien (CADPAT) et la rayure tigrée tigerstripe. Aucun des trois motifs n'a été adopté car l'USMC souhaitait un motif plus distinctif. En 2002, elle a adopté le motif de camouflage numérique MARPAT, une version recolorée du CADPAT.

## Source
- (en) Cet article est partiellement ou en totalité issu de l’article de Wikipédia en anglais intitulé « Rhodesian Brushstroke » (voir la liste des auteurs).